# Serge Alexandrovitch de Russie
Le grand-duc Serge Alexandrovitch (en russe : Сергей Александрович Романов, Sergueï Aleksandrovitch Romanov), né le 10 mai 1857 à Tsarskoïe Selo et mort le 17 février 1905 à Moscou, est le cinquième fils de l'empereur Alexandre II de Russie. Il a été grand-duc de Russie, membre du Conseil d'Empire, général de corps d'armée, maire, gouverneur général et commandant de la région militaire de Moscou,.

## Famille
Il est le cinquième fils et le septième enfant de l’empereur Alexandre II de Russie et de sa femme l'impératrice Marie, née princesse Marie de Hesse-Darmstadt. De ce fait, il est le frère du tsar Alexandre III et l'oncle (et par son mariage le beau-frère) du tsar Nicolas II.

### Mariage

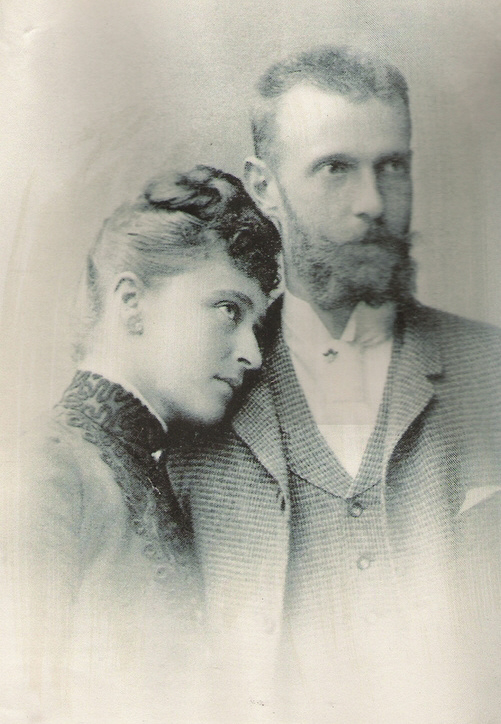
Le grand-duc Serge Alexandrovitch de Russie et la grande-duchesse « Ella ».

Serge Alexandrovitch de Russie épouse en 1884 la princesse Élisabeth de Hesse-Darmstadt, dite « Ella », fille du grand-duc Louis IV de Hesse et de la princesse Alice du Royaume-Uni, et sœur aînée de la princesse Alix qui épousera Nicolas II dix ans plus tard.
L'homosexualité du grand-duc est évoquée de son vivant, par exemple l'anecdote d'après les Mémoires [réf. nécessaire] du ministre des Affaires étrangères, le comte Lamsdorf. Le sociologue, psychologue et sexologue Igor Semionovitch Kon (1928-2011) fit valoir que le grand-duc Serge menait un style de vie ouvertement homosexuel. Quant à Frédéric Mitterrand, il le définit dans son ouvrage Les Aigles Foudroyés, comme un être atteint de névrose, et de nature perverse. D'après lui, ce mariage ne fut jamais consommé, et ils vécurent comme frère et sœur,,.

## Biographie

### Enfance
Le grand-duc Serge naît dans l'aile Zoubov du Palais Catherine, à Tsarkoïe Selo, situé à 32 kilomètres de Saint-Pétersbourg.
Il passe les premières années de sa vie en compagnie de son inséparable frère cadet, le grand-duc Paul et de sa sœur Marie à Livadia (résidence d'été de la famille impériale en Crimée), à Tsarkoïe Selo et au Palais d'Hiver de Saint-Pétersbourg. À l'époque de sa naissance, sa mère, l'impératrice Marie, est de santé fragile. C'est une mère peu affectueuse, sauf à l'égard de sa fille unique, mais ses trois plus jeunes enfants, Paul, Serge et Marie, bénéficient de toute son attention. Les deux frères et la sœur forment une communauté fermée au sein de la famille, un étroit lien fraternel se formant entre eux, dès leur plus jeune âge. Enfant, le grand-duc Serge est un petit garçon timide, studieux et introverti. Il devient très pieux sous l'influence de sa mère, personne également très réservée.
Au fil des ans, la santé de sa mère décline, et, afin de fuir le rude climat russe, l'impératrice et ses trois jeunes enfants passent de longues périodes à l'étranger, notamment dans son Allemagne natale à Darmstadt et à Jugenheim, et les hivers au bord de la Riviera dont une partie est rattachée au midi de la France en 1860 où la tragédie frappe la famille impériale. En effet, en avril 1865, peu avant le huitième anniversaire du grand-duc Serge, son frère aîné et parrain, le tsarévitch Nicolas meurt de la tuberculose à Nice.
Le grand-duc Serge et son jeune frère Paul demeurent en Russie, à partir de 1870, afin de poursuivre leurs études. Comme tous les membres masculins de la famille impériale, les deux jeunes gens sont destinés à une carrière militaire. Mais le tuteur de Serge, l'amiral Arseniev encourage les capacités du grand-duc dans les domaines des langues, des arts, et de la musique. Il parle couramment plusieurs langues dont bien évidemment le français, langue des cours de l'Europe, et maîtrise si bien l'italien qu'il peut lire Dante dans la langue originale. Son intérêt pour l'art et la culture italiens est d'ailleurs intense. Il est doué pour la peinture et possède également une bonne oreille : il joue de la flûte dans un orchestre amateur. Il aime réciter des drames, et possède une grande connaissance de l'Histoire ancienne, de la culture et des traditions de la Russie. Il aime lire Tolstoï et Dostoïevski, dont il admire les œuvres.

### Premières armes

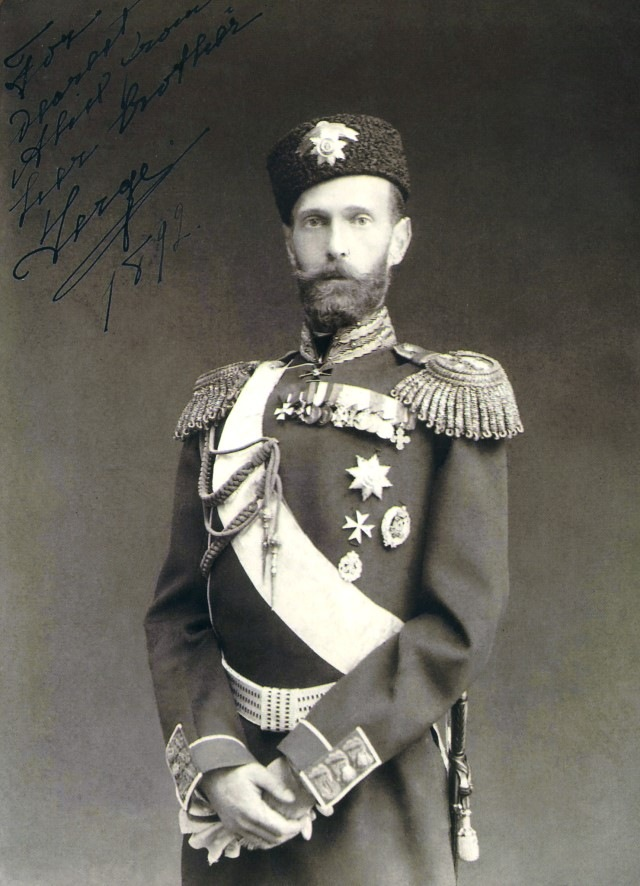
Le grand-duc Serge en uniforme.

Dès sa naissance, le grand-duc Serge est nommé colonel en chef du 38e régiment d'infanterie de Tobolsk. Il devient également colonel du second bataillon de la Garde et vers la fin de sa vie, il est nommé colonel du 5e régiment de grenadiers de Kiev À son vingtième anniversaire, le 27 avril 1877, il prête solennellement allégeance à l'empereur. Un voyage éducatif est prévu ensuite, mais il est retardé en raison de la guerre russo-turque de 1877-1878. Il prend part à ce conflit avec son père et ses frères, le tsarévitch Alexandre, le grand-duc Vladimir et le grand-duc Alexis.
Il passe la plus grande partie de la guerre dans le sud de la Roumanie actuelle, et sert comme poroutchik (grade de l'armée impériale équivalent à celui de lieutenant) dans la Garde impériale, qui était placée sous les ordres du tsarévitch. Il est promu alors colonel, et le 12 octobre 1877, après la bataille de Meyk, l'empereur lui décerne l'Ordre de Saint-Georges, « pour son courage et sa bravoure au combat face à l'ennemi au cours d'une opération de reconnaissance à Kara Loma près de Kochev. ». En décembre 1877, le grand-duc et son père sont de retour dans la capitale impériale.

### Vie familiale
Entre-temps, Alexandre II avait fondé une nouvelle famille avec sa maîtresse, la princesse Catherine Dolgorouki. Frappé par la rupture de l'harmonie familiale, Serge de Russie demeure avec sa mère. L'impératrice Marie meurt le 8 juin 1880, et le 6 juillet 1880, moins d'un mois après le décès de son épouse, Alexandre II épouse sa maîtresse morganatiquement.
Lors de l'assassinat de son père, le 1er mars 1881, le grand-duc Serge séjourne en Italie avec l'amiral Arseniev et son jeune frère Paul. Trois mois plus tard, en juin 1881, le grand-duc Serge fait un pèlerinage en Terre sainte toujours accompagné de son jeune frère, mais également de son cousin le grand-duc Constantin. Ils visitent la Palestine, Jérusalem et les Lieux Saints : il participe alors à la création d'une association consacrée à l'entretien des lieux de culte orthodoxes en Terre sainte et l'offre de services aux pèlerins russes, donnant naissance à la mission russe de Jérusalem ; il en devient le président. Ce poste lui donne plus de joie que n'importe laquelle de ses fonctions.
À partir de 1882, la carrière militaire et les manœuvres à Krasnoïe Selo du grand-duc Serge lui font passer la majeure partie de son temps à Saint-Pétersbourg. Le 15 janvier 1882, son frère Alexandre le nomme commandant du 1er bataillon du régiment de la Garde Préobrajenski, régiment d'élite fondé par Pierre le Grand, avec le grade de colonel. Sept ans plus tard, il est promu au grade de major général. Le 26 février 1891, il est élevé au grade d'adjudant général à la Suite de S.M.I.. La même année, son frère lui confie le poste de gouverneur général de Moscou.

### Le grand-duc de Russie
À vingt-six ans, le grand-duc Serge est un homme réservé, intelligent et raffiné, d'une grande érudition, de taille élancée accentuée par le port d'un corset, porté à la manière des officiers prussiens. Sa barbe et ses cheveux sont soigneusement entretenus. Quand Consuelo Vanderbilt, duchesse de Malborough, rencontre le jeune grand-duc à Moscou, elle le considère alors comme « l'un des hommes les plus beaux que j'aie jamais vus ». Son beau-frère, Ernest Louis de Hesse-Darmstadt le décrit comme « grand et blond, aux traits fins et de beaux yeux vert clair ». Très gêné, il se tient très raide avec un regard dur dans les yeux, et a pour habitude de tourner l'une de ses bagues serties autour de son doigt. Il garde ce maintien rigide toute sa vie, et beaucoup de contemporains prennent sa réserve pour de l'orgueil, mais en fait bien peu le connaissent vraiment. Profondément pieux, il devient un grand connaisseur des antiquités russes et des trésors artistiques ; intéressé par l'archéologie, il assiste et préside à plusieurs congrès.
Sa timidité et sa réserve n'empêchent pas le grand-duc de désapprouver le laxisme de la haute société russe. Il a en outre beaucoup de mal à faire face à l'opposition et perd son sang-froid assez facilement. Dans sa maison, il exige la propreté, l'ordre et la discipline. Sa nièce, la reine Marie de Roumanie, se souvenait de lui comme : « sec et nerveux, bref en parole, impatient, il n'appréciait pas la bonne humeur plutôt négligente de ses frères aînés. Mais pour nous tous qui l'aimions, on le trouvait irrésistible, car dur il pouvait l'être. Peu d'entre nous chérissent sa mémoire, mais moi je le fais ». De nombreux membres de sa famille dont son neveu, le grand-duc Cyrille, la princesse Marie de Grèce et le prince Gabriel de Russie se souvinrent tendrement de lui.
Il a des opinions politiques ultra-conservatrices mêlées de piété et de nationalisme. Antisémite convaincu et farouche opposant au mouvement révolutionnaire, il appuie les syndicats gouvernementaux (zoubatovisme) et l'organisation monarchiste. À l'époque où il est gouverneur de Moscou, des rumeurs circulent à son encontre faisant état du fait qu'il aurait torturé lui-même les détenus, et y aurait pris grand plaisir.

### Recherche d'une compagne

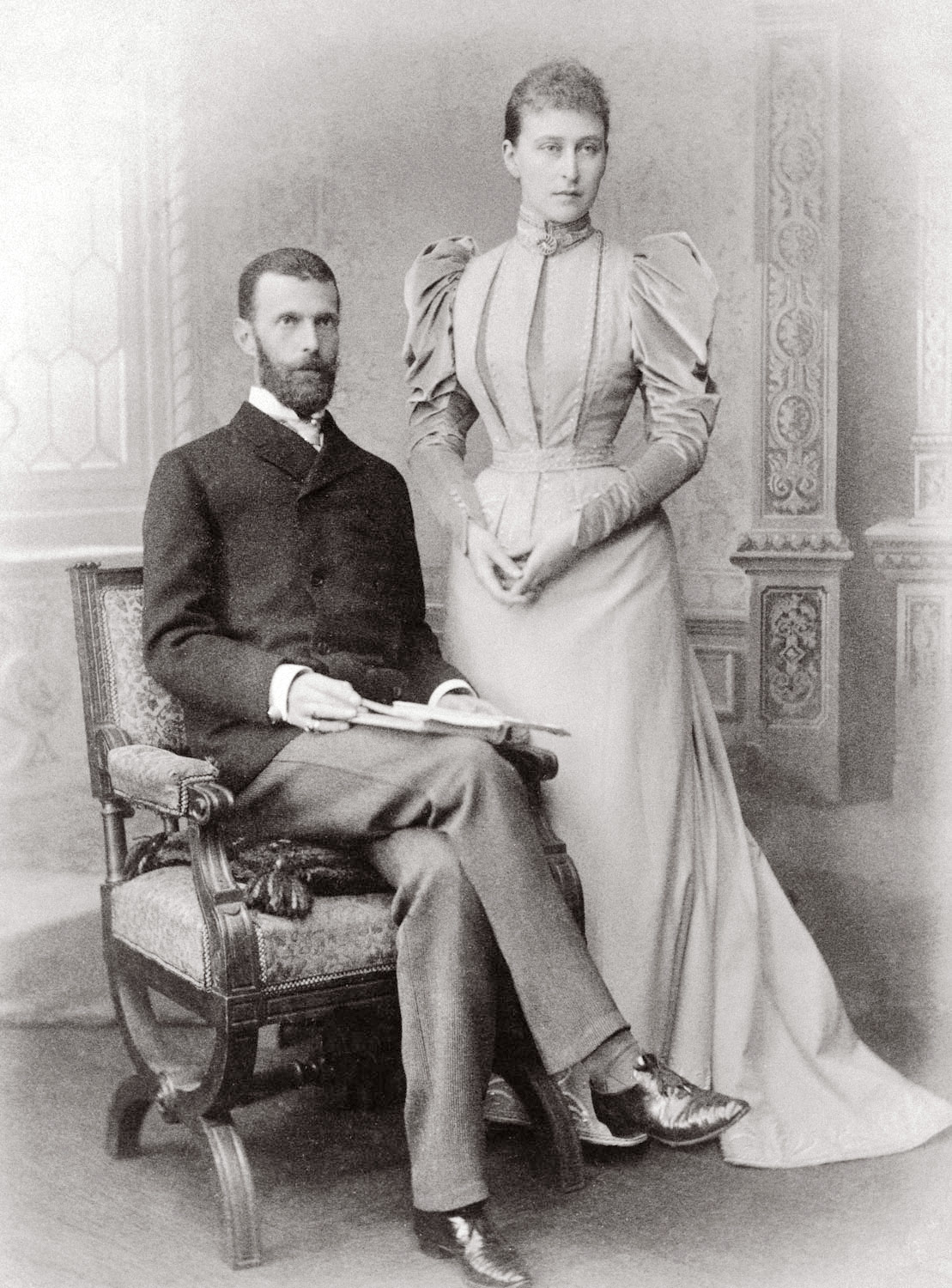
La grand-duc Serge et son épouse la grande-duchesse Élisabeth Fiodorovna surnommée « Ella ».

En 1881, des conversations bruissent à propos d'un éventuel mariage avec la princesse Caroline Mathilde de Schleswig-Holstein-Sonderbourg-Augustenbourg (1860-1932), seconde fille de Frédéric VIII de Schleswig-Holstein-Sonderbourg-Augustenbourg. Alexandre II souhaitant qu'un de ses fils épouse une princesse de Hesse comme lui, le grand-duc demande finalement à épouser la princesse Élisabeth de Hesse-Darmstadt, seconde fille du grand-duc Louis IV de Hesse et de la grande-duchesse, née princesse Alice de Saxe-Cobourg-Gotha. « Ella » comme elle était appelée par ses proches était la sœur aînée du grand-duc Ernest-Louis de Hesse-Darmstadt, et de la future impératrice de Russie et future épouse de Nicolas II, Alix de Hesse et du Rhin. Le grand-duc et la princesse de Hesse étant cousins germains, les deux familles hésitent.
Tout d'abord, la princesse Élisabeth de Hesse-Darmstadt refuse l'offre de mariage ; la reine Victoria, grand-mère d'« Ella » nourrissant des sentiments anti-russes, elle s'oppose à l'union du grand-duc et de sa petite-fille orpheline de mère. Néanmoins, les sœurs de la princesse allemande exercent une pression sur Élisabeth en vue d'un mariage politique ; toutefois, il lui est laissé libre choix. Le couple séjourne ensemble pendant quelque temps à Wolfsgarten près deDarmstadt. Finalement en septembre 1883, la princesse Élisabeth accepte d'épouser le grand-duc. Leurs fiançailles sont annoncés publiquement le 26 février 1884, puis le grand-duc revient à Darmstadt rendre visite à sa jeune fiancée. Le mariage est célébré au Palais d'Hiver à Saint-Pétersbourg le 15 juin 1884. Après le mariage et la conversion à la foi orthodoxe russe, la princesse Élisabeth devient la grande-duchesse Élizaveta Fiodorovna.

### Vie maritale
Le jeune couple passe sa lune de miel à Ilinskoïe, résidence d'été d'une superficie de 2400 acres (9,7 km2) à quarante milles à l'ouest de Moscou, que Serge avait héritée de sa mère ; cette propriété est située sur la rive gauche de la Moskova, à quatre-vingt-dix minutes en train de Moscou. De retour dans la capitale, le couple s'installe dans une demeure située dans l'angle au sud-est du canal de la Fontanka et de la perspective Nevski, un court trajet en voiture séparant les appartements du Palais d'Hiver. L'hôtel particulier Biélosselsky Belozerzky est alors acquis par le grand-duc pour s'y établir avec sa jeune épouse ; par la suite le grand-duc le nomme Palais Serge (Sergueïevsky). Le grand-duc et son épouse possèdent également une villa à Peterhof, bien également hérité de la défunte impératrice. Chaque année, en août, le couple se rend à sa résidence d'été d'Ilinskoïe, ses invités occupant des datchas construites à divers endroits du parc : sur la rive opposée de la Moskova, le grand-duc fait construire une grande maison à trois étages, faite de pierres et de briques, dotée d'un système de chauffage.
Serge de Russie et son épouse sont très proches du tsar Alexandre III et de son épouse Maria Fiodorovna. L'empereur a plus confiance en lui qu'en ses autres frères : en 1886, il le nomme commandant du régiment de la Garde Preobrajensky, et lui confie également la tâche d'introduire le tsarévitch Nicolas Alexandrovitch dans l'armée. En 1887, lors du jubilé de la reine Victoria, Serge et son épouse représentent la Russie impériale. En 1888, à l'occasion de la consécration de l'église Sainte-Marie-Madeleine construite à Jérusalem en mémoire de l'impératrice Marie Alexandrovna, le couple se rend en Terre Sainte. En 1892, après six ans de mariage, le grand-duc déjà certain de ne pas avoir de descendance, laisse un testament dans lequel il lègue ses biens à son frère Paul et à ses enfants.

### Gouverneur de Moscou

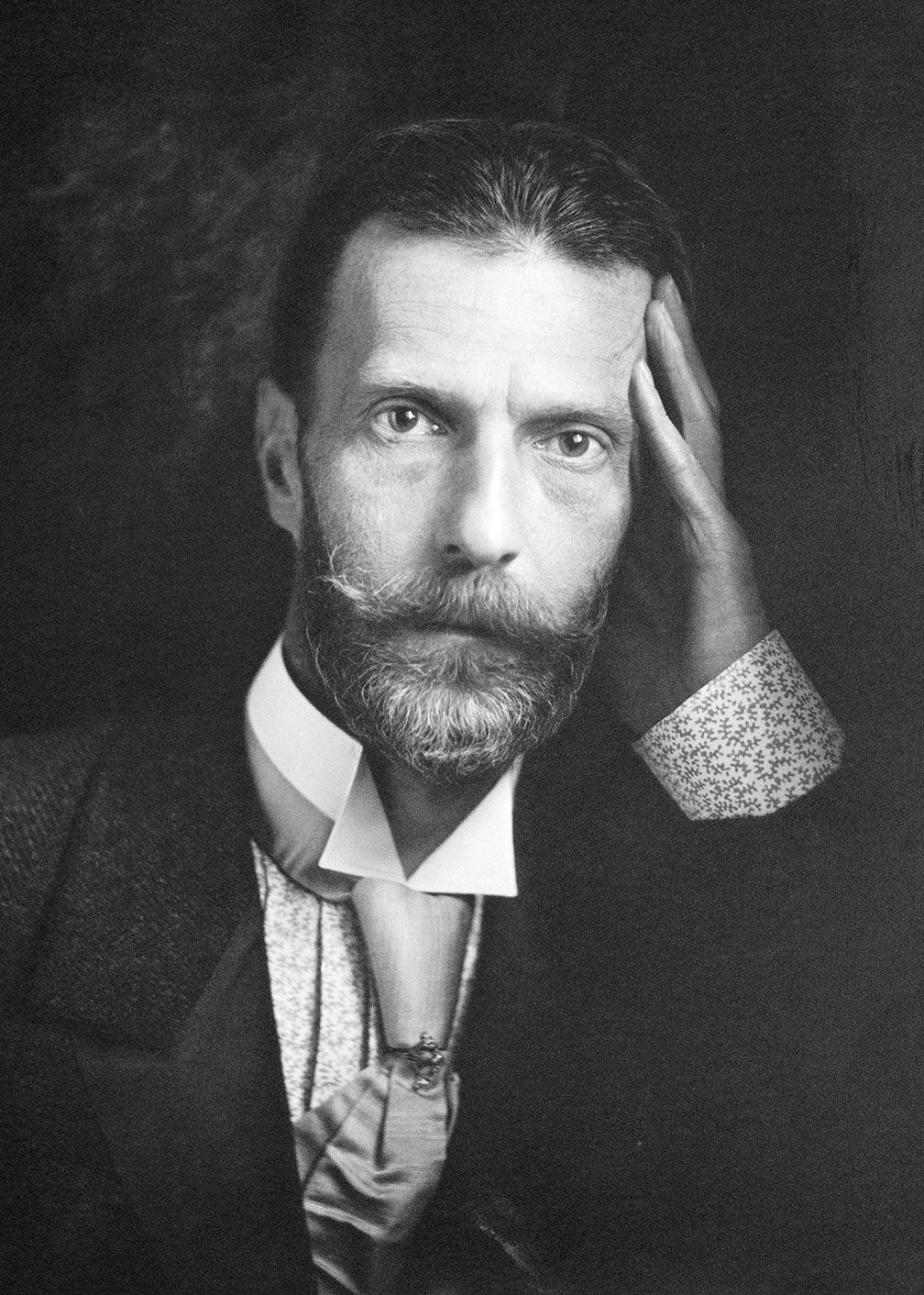
Le grand-duc Serge.

Avec l'augmentation des activités d'éléments radicaux, en particulier dans le milieu étudiant de Moscou, Alexandre III adopte une politique répressive : il choisit pour cela une personne partageant ses idées pour administrer l'ancienne capitale et la deuxième ville de la Russie impériale. Il nomme donc au printemps de 1891 son frère cadet, gouverneur général de Moscou. Bien que ce fût un grand honneur, le grand-duc accepte ce poste avec réticence, ayant espéré conserver plus longtemps son commandement au régiment Preobrajensky, où il jouit d'une grande popularité. En outre, le grand-duc et son épouse apprécient leur vie tranquille à Saint-Pétersbourg.
Le grand-duc est, en tant que gouverneur général du gouvernement de Moscou, seul responsable de ses actes devant l'empereur. Il partage les convictions intransigeantes de son frère aîné, et ses vues à propos d'un gouvernement fort et nationaliste. Il expulse en priorité 20 000 Juifs de la ville de la Moscou opposés au régime, ce qui débute quatre semaines avant l'arrivée du grand-duc, après la publication du ministre de l'Intérieur Dournovo, d'un oukase impérial : « les Juifs de basse extraction sociale (artisans, petits commerçants, etc.) seront dans l'obligation de quitter la ville de Moscou. »

#### Expulsion des Juifs
Le 29 mars 1891, premier jour de la Pâque juive, la population juive de la ville prend connaissance du nouveau décret les expulsant de la ville. En trois phases soigneusement planifiées sur douze mois, les Juifs de Moscou sont expulsés. Les premiers à quitter la ville sont les célibataires sans enfants, ceux résidant dans la ville depuis moins de trois ans. Puis vient le tour des apprentis, des familles de quatre enfants et de ceux résidant depuis moins de six ans à Moscou. Les derniers expulsés sont les vieux colons avec familles nombreuses, et de nombreux employés dont certains vivaient depuis plus de quarante ans à Moscou. Les jeunes femmes juives désirant demeurer à Moscou en reçoivent l'autorisation, mais certaines sont enregistrées en tant que prostituées. Au cours de l'expulsion, les maisons sont entourées par des troupes de cosaques, tandis que les policiers les saccagent.
En janvier 1892, des Juifs de tout âge et des deux sexes sont entassés sous une température de 30° en dessous de zéro, à la gare de Brest. Par une pétition, les commissaires de police demandent au gouverneur de cesser les expulsions jusqu'à l'amélioration des conditions météorologiques. Le gouverneur de Moscou accepte, mais cet ordre n'est publié qu'après la fin des expulsions. Certains Juifs sont déplacés vers les régions méridionales et occidentales de l'Empire russe, mais nombreux sont ceux qui prennent la décision d'émigrer. La ville de Moscou perd ainsi 100 000 millions de roubles dans le commerce et la fabrication ; 25 000 Russes employés dans des entreprises juives perdent leur emploi. Quant à l'industrie de la soie, l'une des industries les plus productives de la ville, elle disparaît complètement.

#### Une politique critiquée
Pour répondre aux besoins des étudiants, le grand-duc fait construire de nouvelles résidences étudiantes à Moscou. Dans le même temps, il impose à l'intérieur des universités des restrictions aux étudiants et aux professeurs, dans le cadre de la politique nationale contre les complots et les idées révolutionnaires. Malgré l'approbation des milieux conservateurs, ces mesures restrictives le rendent très impopulaire auprès de l'intelligentsia de Moscou.
Le grand-duc s'attire également le mépris de la vieille noblesse moscovite et des milieux des marchands moscovites dans sa lutte contre la fraude et l'application des strictes mesures de la police, par sa maladresse et son manque de tact. Néanmoins, extrêmement consciencieux dans l'exercice de ses fonctions, il améliore sensiblement les conditions de vie dans la ville. « Même à la campagne où il était censé se reposer », se souvenait sa nièce, « il recevait constamment du courrier de Moscou et accordait audience ». Il accorde beaucoup d'attention aux détails, s'occupant personnellement des punitions concernant la corruption et la fraude, qui auraient pu être facilement laissés aux subalternes. Parfois, il se rend en ville incognito afin de vérifier la situation par lui-même. Dans sa vie privée, le grand-duc et son épouse se préoccupent de la pauvreté dans la campagne environnante de Moscou, et s'entretiennent sur le moyen d'améliorer la situation.
Les organisations caritatives bénéficient toujours de la plus grande attention du grand-duc : il en devient d'ailleurs soit président, soit membre de la direction de plus d'une dizaine d'entre elles. Il est par exemple président de la Société moscovite pour les soins, l'éducation et la formation des enfants aveugles, de la Société pour les enfants abandonnés et sans foyer, les adolescents condamnés, et du Département de Moscou de la protection nationale russe de la santé. En outre, il dirige plusieurs confréries très diverses comme les Universités de Moscou et de Saint-Pétersbourg, le fonds d'aide des peintres, l'organisation des soins pour les acteurs âgés, l'Académie des Arts et des Sciences, la Société archéologique de Moscou, la Société d'agriculture, la Société musicale de Moscou, le Musée historique de Moscou et l'Académie théologique de Moscou.
En 1892, une galerie de portraits des anciens gouverneurs généraux de Moscou voit le jour à l'initiative du grand-duc.

#### La tragédie de Khodynka

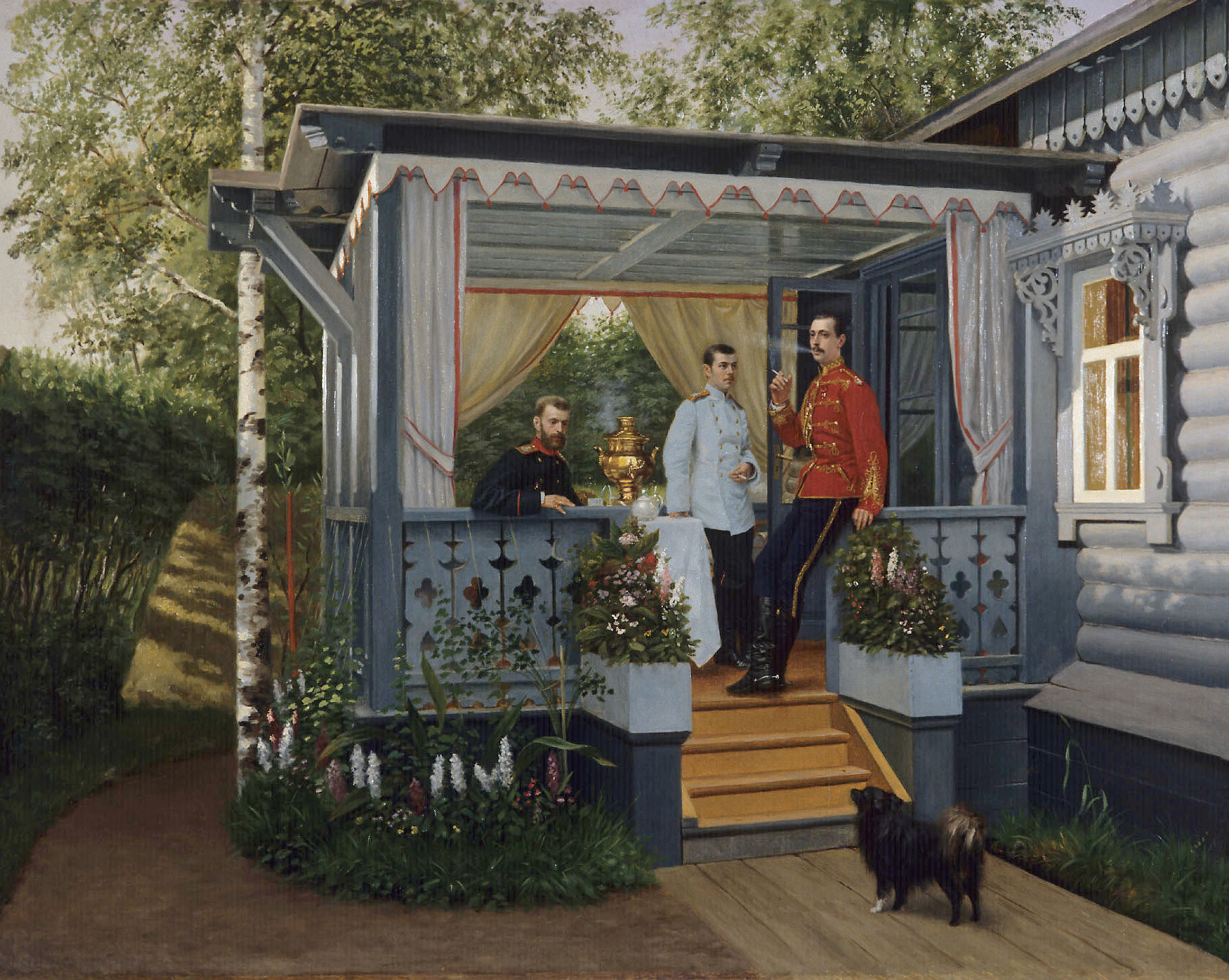
Le grand-duc Serge, le tzarévitch Nicolas et le grand-duc Paul à la datcha du grand-duc Serge, tableau de Dmitriev-Orenbourgski.

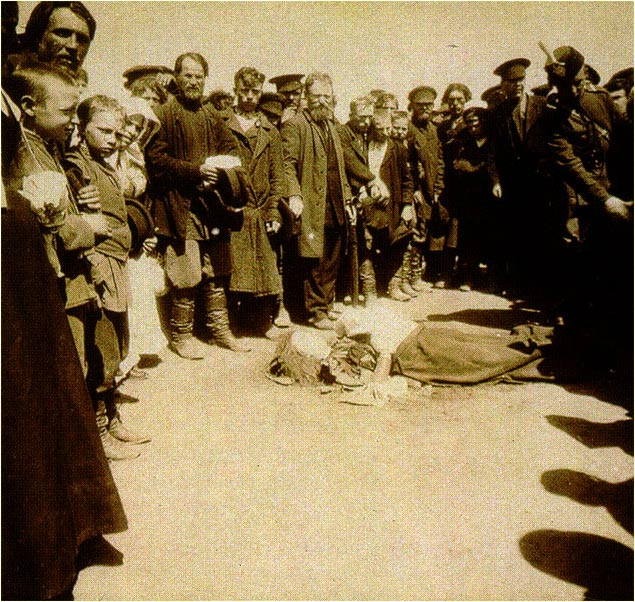
Les victimes du champ de la Khodynka.

Alexandre III meurt le 1er novembre 1894 et son fils aîné, Nicolas monte sur le trône. Le nouveau tsar avait jadis servi sous les ordres de son oncle dans le régiment Preobrajenski ; des liens très étroits unissent donc le neveu et l'oncle. Cette relation devient encore plus forte lors du mariage de Nicolas avec la princesse Alexandra Fiodorovna, sœur cadette de l'épouse du grand-duc qu'elle contribua à promouvoir.
Selon la tradition, les cérémonies du couronnement du nouvel empereur et de sa femme ont lieu à Moscou. En qualité de gouverneur général de la ville, il est chargé de superviser les préparatifs. Il introduit une nouveauté dans la ville : l'électricité. Les festivités du couronnement touchant à leur fin, chaque empereur nouvellement couronné doit offrir selon la coutume des présents au peuple. Le champ de la Khodynka situé dans la périphérie de Moscou est choisi comme endroit approprié pour la distribution.
Ce choix est au départ très controversé, car habituellement utilisé comme terrain d'entraînement militaire, il est sillonné de trous et de fossés. Mais le grand-duc approuve cette idée. Cependant un seul régiment de cosaques et un petit détachement de policiers sont envoyés pour le maintien de l'ordre d'une foule d'un demi-million de personnes.
À l'aube du 18 mai 1896, les familles commencent à se rassembler devant la fragile barrière de bois protégeant le champ, et observent les chariots chargés de bière et les cadeaux très recherchés du nouvel empereur (mouchoirs, gâteaux, pots en céramique, gobelets). Vers 6 heures du matin, une rumeur circule dans la foule : les petites cabanes de bois viennent d'ouvrir et la distribution des souvenirs débute. Comme un seul homme, une masse énorme d'individus se précipite sur le terrain et se dirige vers les maisonnettes de bois, renversant les femmes, les enfants et les hommes placés près de la clôture. Personne ne se doute du drame qui se joue : les victimes glissent ou tombent dans les fossés où elles sont écrasées, d'autres sont étouffées par la foule. Les forces de police peu nombreuses restent impuissantes, et à leur arrivée les cosaques sont incapables d'arrêter la catastrophe. Mille trois cents personnes, rendues méconnaissables par d'affreuses mutilations, trouvent la mort, le double est gravement blessé.
Le grand-duc Serge n'était pas impliqué directement dans le choix du champ de Khodynka, mais, malgré tout, il est blâmé pour son manque de prévoyance et comme gouverneur général de la ville, il est désigné comme le principal responsable de la tragédie. Néanmoins, il en rejette la faute sur d'autres, et plus particulièrement sur le comte Vorontsov-Dachkov, directeur du ministère de la Cour impériale, avec qui il avait eu quelques différends sur la gestion des festivités du couronnement, et le colonel Vlassovski, chef de la police de la ville. Aux yeux de l'opinion publique, le grand-duc a lui-même beaucoup de torts : notamment, il ne se rend pas sur les lieux de la tragédie ni aux funérailles des victimes.
La tragédie du champ de la Khodynka provoque un désaccord majeur au sein de la famille impériale. Certains membres de la famille, dirigés par le grand-duc Nicolas Mikhaïlovitch et ses frères, pensent que les cérémonies auraient dû être annulées. Serge Alexandrovitch et sa famille estiment qu'un événement historique tel qu'un couronnement ne peut être perturbé ou entaché par une période de deuil : la foule ayant parcouru de longues distances ne devait pas être déçue dans son attente, et les événements programmés pour les hauts dignitaires étrangers ne devaient pas être annulés. La démission du grand-duc divise également la famille impériale : le grand-duc Nicolas et ses frères appellent à sa démission, les frères du gouverneur général de Moscou, le grand-duc Vladimir et le grand-duc Alexis serrent les rangs, et menacent de quitter la Cour impériale et la vie publique si Serge devenait le bouc-émissaire de la tragédie.
Finalement, si le grand-duc présente sa démission, le comte Vorontsov-Dachkov refuse de le faire. L'empereur n'est pas favorable à une enquête approfondie, et le chef de la police est démis de ses fonctions. Quant au grand-duc, il conserve son poste de gouverneur général. La nuit de la tragédie, Nicolas II participe, pour des raisons diplomatiques, à un bal donné en l'honneur des Français. Cela est perçu comme un manque de sympathie envers les victimes.

### Vie politique
En 1894, le grand-duc Serge Alexandrovitch devient membre du Conseil d'Empire. En 1896, il est élevé au grade de lieutenant-général de corps d'armée et nommé commandant du district militaire de Moscou. Le grand-duc se consacre à la politique de son neveu, Nicolas II, celui-ci le considérant comme un contrepoids utile à certains de ses ministres et aux fonctionnaires, et comme un allié en cas de désaccord. En 1896, lorsque les troubles éclatèrent dans les universités, Nicolas II montre de la reconnaissance à l'égard de son oncle, pour son action rapide et celles des autorités à rétablir l'ordre.
Bien que le grand-duc soit considéré comme réactionnaire dans sa façon de gouverner, il désire et cherche des améliorations selon ce que rapporte son beau-frère, le grand-duc Louis V de Hesse, mais cela a pour résultat de rendre furieux les conservateurs. Le grand-duc bloque les réformes qu'il considère comme peu pratiques, et que la Russie n'est, selon lui, pas prête à recevoir,. Cela provoque la colère des radicaux.
À la fin de l'année 1904, la Russie subit la désastreuse guerre russo-japonaise de 1904-1905, et l'empire est plongé dans une grande tourmente. Le mécontentement et les manifestations se multiplient ; en réaction, la pression du grand-duc Serge pour maintenir l'ordre se renforce, car il estime que l'on ne peut mettre un terme à l'agitation révolutionnaire qu'avec une grande sévérité. Cependant Nicolas II est obligé de faire des concessions après la révolution de 1905. Le grand-duc ne soutient ni la politique de sécurité du tsar, ni ses tergiversations, ni ses faux-fuyants. Désabusé par cette situation, il décide de se retirer de la vie publique. Il informe son neveu l'empereur que des temps nouveaux demandent des nouveaux visages. Après treize ans de service, il démissionne le 1 janvier 1905 de son poste de gouverneur militaire de Moscou, mais conserve ses fonctions de commandant du district militaire de Moscou.

### Vie privée
Serge Alexandrovitch de Russie est une personnalité énigmatique : ses manières rudes le font apparaître comme une personne fière et désagréable. Timide de nature, il craint les contacts personnels. Par exemple, la nouvelle courtoisie exigeant une poignée de main à l'anglaise, il résout le problème en portant un gant blanc. Puritain et sans humour, au moins en public, il considère avec un total mépris l'opinion publique, et semble être mal à l'aise avec autrui et également avec lui-même. Il devient vite une cible pour les opposants au régime, et l'objet de ragots à la Cour. Son cousin, le grand-duc Alexandre Mikhaïlovitch laisse une description très critique du grand-duc Serge : « Que voulez-vous, je ne trouve pas un aspect agréable à son caractère... Obstiné, fier, désagréable, il étale ses nombreuses affaires excentriques devant la nation entière, aux ennemis du régime fournissant une matière sans fin pour la diffamation et la calomnie,,,. »
Toutefois, beaucoup de questions se posent sur la vie privée du grand-duc. Les conjectures sur la nature de ses relations avec son épouse foisonnent aujourd'hui, mais les documents écrits concernant le mariage du grand-duc sont inexistants; ses papiers personnels, y compris sa correspondance avec son épouse ont disparu, les preuves conservées aux archives d'État de Moscou sont sujettes à l'interprétation. Selon certains, le grand-duc Serge de Russie était homosexuel,,, comme d'autres membres de la famille impériale. Selon d'autres, son mariage aurait été d'une certaine façon heureux : les époux dormaient dans le même lit, ce qui était inhabituel pour des membres d'une famille souveraine. Le grand-duc fut dans l'obligation de lutter contre ces rumeurs de discorde, tandis que son épouse dévoua sa vie à son mari, et à sa mémoire après son assassinat.
Ce mariage resta stérile, mais le grand-duc Dimitri et sa sœur la grande-duchesse Marie, les enfants du frère de Serge, le grand-duc Paul, et de sa défunte épouse Alexandra de Grèce, passaient leurs vacances de Noël et d'été avec leurs oncle et tante. Le couple avait fait installer dans son palais une salle de jeux et des chambres pour les jeunes enfants. En 1902, le grand-duc Paul épouse morganatiquement et sans l'autorisation du tsar Olga Valerianovna Karnovitch, une femme divorcée. Le grand-duc Serge demande alors et obtient la garde des enfants de son frère exilé. En qualité de père adoptif, le grand-duc Serge est strict et exigeant, mais dévoué et affectueux envers les enfants. Toutefois, le grand-duc Dimitri et sa sœur ont reproché par la suite à leur oncle et leur tante cette séparation forcée de leur père qui, en fait, les avait abandonnés. Serge Alexandrovitch se préoccupe quant à lui de chaque détail de leur éducation.

### L'assassinat du grand-duc Serge

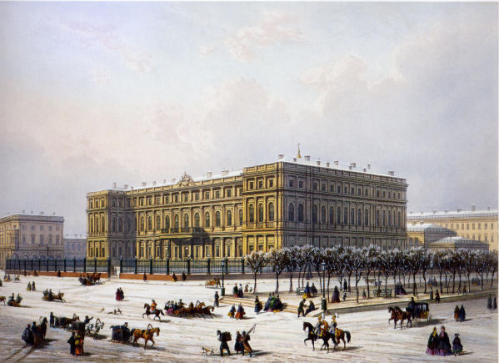
Le Palais Nicolas (Nikolaïevsky) en 1861.

Après sa démission, le grand-duc Serge, son épouse et ses deux enfants adoptés s'installent au Palais Neskoutchnoïe, puis peu après, à la hâte, au Palais Nicolas (Nikolaïevsky) où ils bénéficient de la sécurité à l'intérieur du Kremlin. Ce changement impromptu est provoqué par la menace de nouveaux troubles dans la ville, et accompli à la faveur de l'obscurité. Conscient qu'il représente une cible vulnérable pour les terroristes révolutionnaires, il suit les conseils de sécurité proposés par ses hommes de garde. Il fait tout son possible pour protéger son épouse, ses enfants et ses serviteurs. Le couple s'aventure rarement à l'extérieur du palais, préférant rester à son domicile avec des amis proches. Concernant sa propre sécurité, il adopte une attitude fataliste, à l'instar d'Alexandre II : comme le tsar assassiné en 1881, le grand-duc a la conviction que si telle est la volonté de Dieu, aucune protection ne peut le sauver. Sa seule précaution est de prévenir ses proches pour ne pas mettre leurs vies en danger.
Le 15 février 1905, la famille assiste à un concert au théâtre Bolchoï, au bénéfice des organismes de bienfaisance de la Croix-Rouge de la grande-duchesse Élisabeth. Une organisation terroriste connaissant l'itinéraire avait prévu d'assassiner le grand-duc ce jour-là, mais l'un d'entre eux aperçoit les enfants dans la voiture et se ravise, prenant la décision de ne pas jeter le mouchoir, selon le signal convenu pour le jet de la bombe par ses camarades. Leur but était d'assassiner le grand-duc, et non de tuer son épouse et ses enfants innocents de sang-froid, ce qui aurait provoqué une vague d'indignation à travers l'Empire et aurait fait reculer la cause révolutionnaire pendant des années.

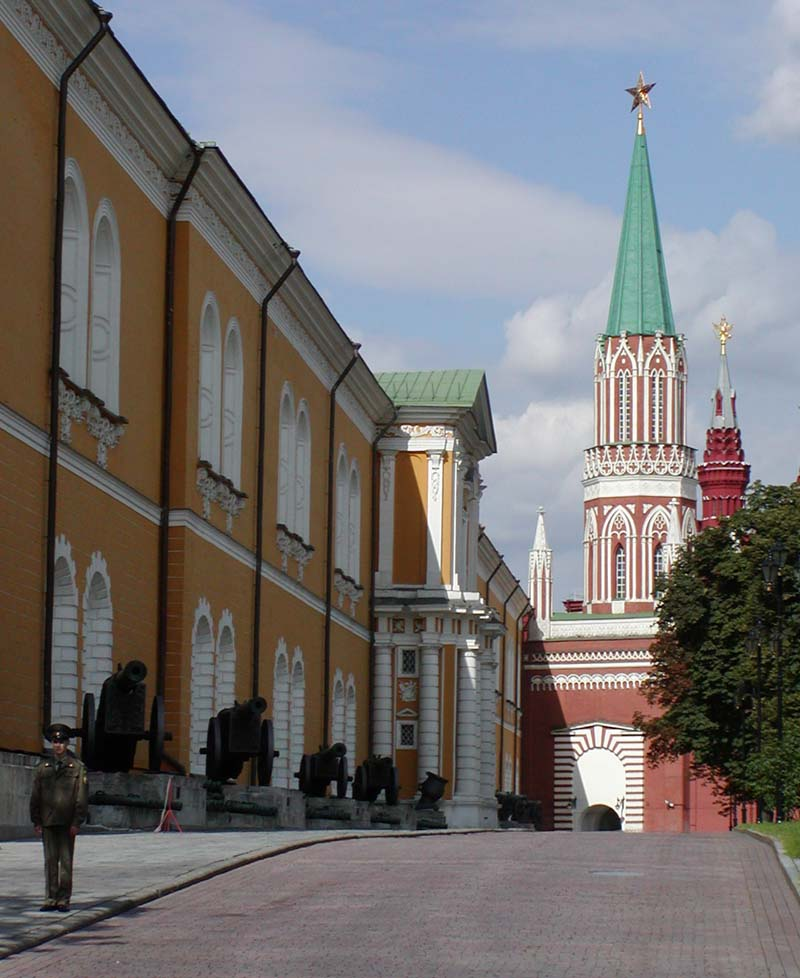
La tour Nikolskaïa au Kremlin, donnant sur la place Rouge.

Le matin du 17 février 1905, le grand-duc Serge est d'une humeur particulièrement bonne, car il lui avait été remis une miniature du tsar Alexandre III dans un cadre de feuilles de laurier en or, comme cadeau personnel de son neveu Nicolas II. Après avoir déjeuné avec son épouse au Palais Nicolas (Nikolaïevsky), le grand-duc doit se rendre au palais du gouverneur général où il a encore du travail à faire dans son bureau personnel. Informé du danger, il s'y rend malgré tout, et sans escorte, refusant ainsi d'être accompagné par son ordonnance Alexeï, marié et père d'enfants en bas âge, car il craint pour la vie de son ordonnance.

#### Attentat d'Ivan Kaliaïev
Le 15 février 1905, le poète et socialiste révolutionnaire Ivan Platonovitch Kaliaïev, membre du parti des Combattants socialistes révolutionnaires, ne peut donc mettre son projet à exécution, la présence de la grande-duchesse et de leurs neveux lui faisant abandonner momentanément son projet. Opiniâtre, fanatique, Ivan Kaliaïev ne renonce pas à son entreprise, même au prix de sa vie.
L'arrivée du grand-duc, reconnaissable à sa voiture allemande tirée par deux chevaux et conduite par son cocher Andreï Roudinkine, alerte le terroriste posté devant le Kremlin, tenant une bombe enveloppée de journaux. Juste avant trois heures moins le quart de l'après-midi du 17 février 1905, la voiture du grand-duc passe par la porte de la tour Nikolskaïa, et tourne au coin du monastère Tchoudov, place du Sénat. Puis à une distance ne dépassant pas quatre pieds et à environ une vingtaine de mètres de la tour Nikolskaïa, Kaliaïev (1877-1905) fait un pas et jette sa bombe chargée de nitroglycérine à l'intérieur de la voiture du grand-duc.
L'explosion désintègre la voiture. Le grand-duc est tué sur le coup, son corps étant littéralement déchiqueté. Des morceaux du corps du grand-duc sont éparpillés sur la neige rougie parmi les lambeaux de tissus brûlés, de fourrure et de cuir. Le corps du grand-duc est mutilé par l'explosion, sa tête, la partie supérieure de sa poitrine, ses jambes, l'épaule gauche et le bras sont emportés et entièrement détruits. De la tête du grand-duc, il ne reste plus que les os du front et autour des yeux. Certains doigts du grand-duc, dont l'un toujours orné de la bague qu'il portait habituellement, sont retrouvés quelques jours plus tard sur un toit d'un immeuble proche du lieu du drame,. Lors de l'explosion, les chevaux prennent la fuite vers la Porte Nikolskaïa, entraînant avec eux les roues avant, le siège du conducteur et le cocher Andreï Roudikine, gravement brûlé mais encore conscient. Le dos criblé d'éclats de la bombe et de pierres, il est transporté à l'hôpital le plus proche, où il meurt un peu plus tard.

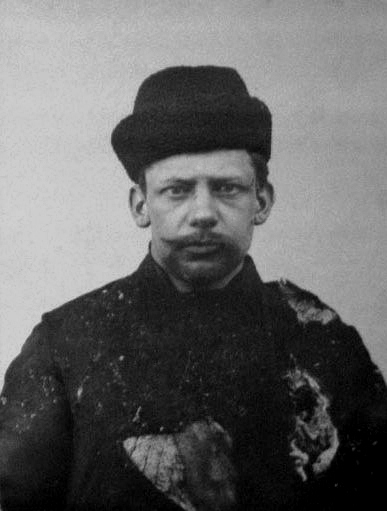
Photographie d'Ivan Kaliaïev (1877-1905) prise juste après son l'arrestation, après l'assassinat du grand-duc Serge de Russie, le 17 février 1905.

Kaliaïev, selon son propre témoignage, s'attendait à perdre la vie dans l'explosion, mais il est projeté sur les roues arrière de la voiture, et le visage parsemé d'éclats et couvert de sang, il est en vie. Le révolutionnaire n'en est pas à son premier attentat : le 28 juillet 1904, il était présent lorsque le terroriste Igor Sazonov lança sa bombe sur le ministre de l'Intérieur Plehve. Lors de son arrestation, Kaliaïev hurla dans la rue : « À bas le tsar. À bas le gouvernement ! Vive le parti socialiste révolutionnaire ! ». Il fut condamné à mort et pendu le 23 mai 1905,.

#### Arrivée de la grande-duchesse

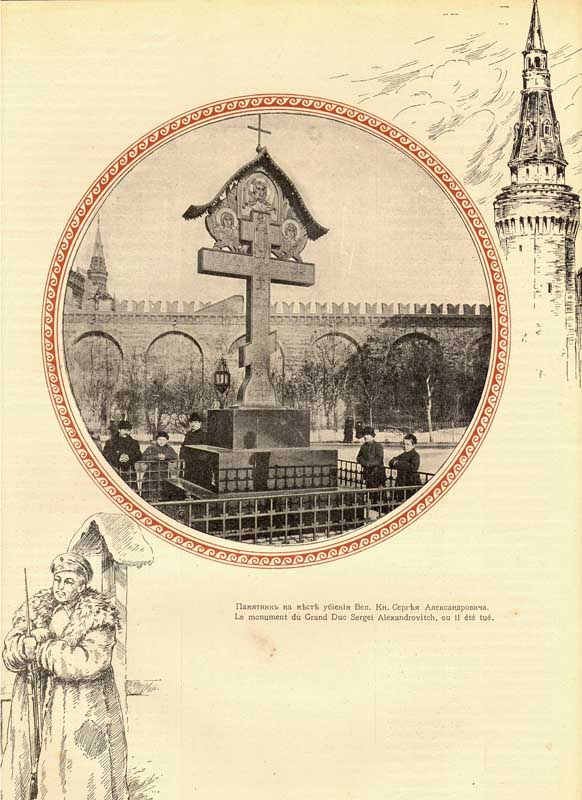
Une image de la croix marquant l'endroit de l'assassinat du grand-duc.

Immédiatement après l'explosion de la bombe, les secours arrivent et sont supervisés par la grande-duchesse. Les restes du grand-duc sont rapidement rassemblés et disposés sur un brancard. Un drap cache à la vue les restes déchiquetés.
Devenue veuve, elle se met définitivement à porter des vêtements de deuil et devient végétarienne. Elle fonde plus tard le couvent Saintes-Marthe-et-Marie de Moscou dont elle devient abbesse, et se consacre aux soins des pauvres. Le 18 juillet 1918, elle est assassinée par les Bolcheviks qui la jettent vivante au fond d'un puits de mine inondé, à Alapaïevsk. Avec elle se trouvait entre autres son neveu, le poète Vladimir Pavlovitch Paley. Leurs corps furent acheminés vers la Chine, puis dirigés vers Jérusalem. De nos jours, la grande-duchesse repose en l'église Sainte-Marie-Madeleine au Mont des Oliviers.
L'assassinat du grand-duc Serge choqua les milieux conservateurs et monarchistes de la société russe.
La pièce de théâtre Les Justes d'Albert Camus est inspirée de cet évènement.

### Inhumation

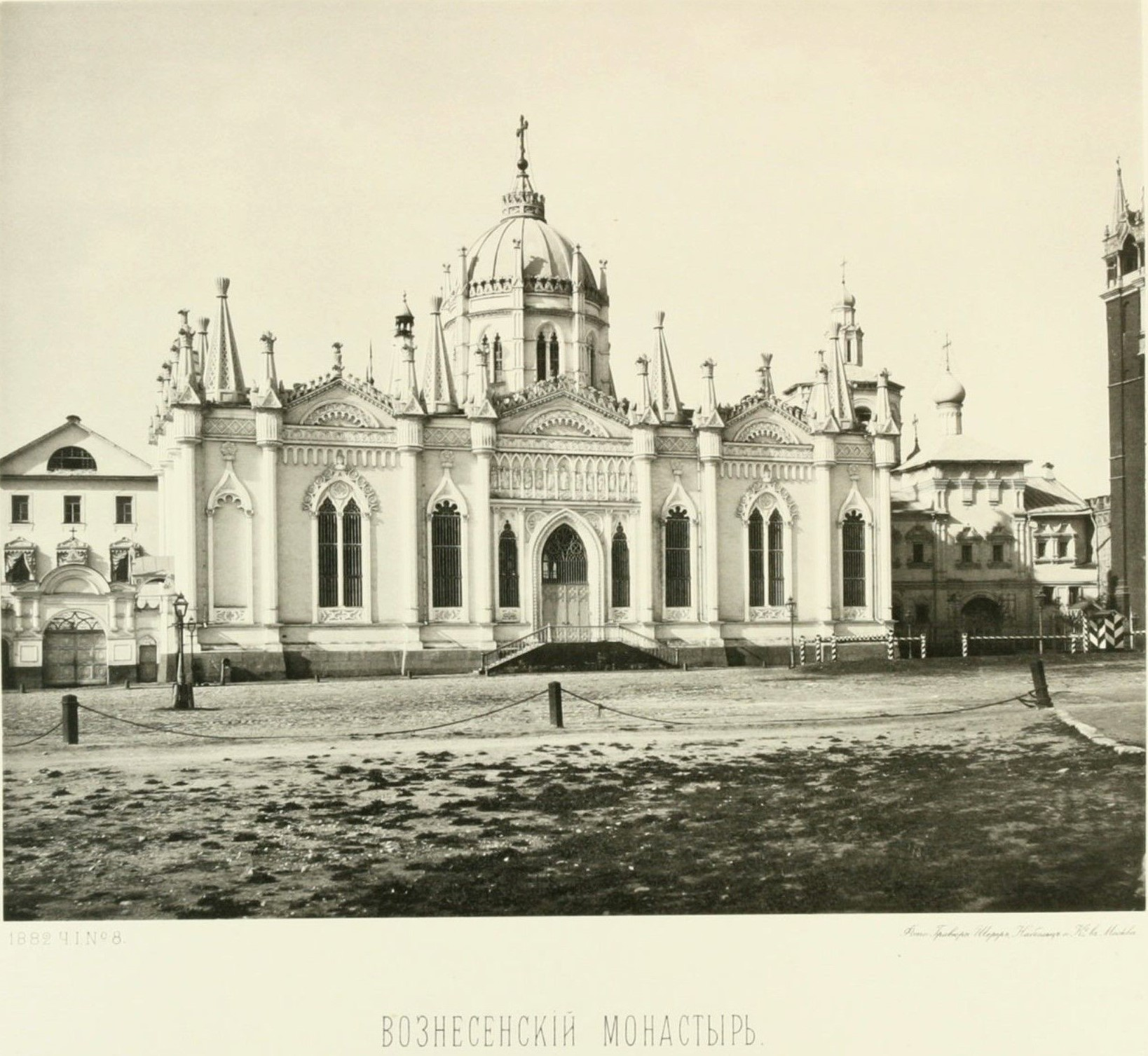
La cathédrale du monastère de Tchoudov, photo de 1883.

Les restes du grand-duc furent inhumés dans la crypte du monastère Tchoudov dans l'enceinte du Kremlin. Une croix de bronze commémorative dessinée par le peintre russe Vasnetsov (1848-1926) fut érigée sur le lieu de son assassinat. Après la chute des Romanov, la croix fut détruite le 1er mai 1918, sur ordre de Lénine, et fut le premier monument de la Russie impériale que les Bolchéviques abattirent.
99 ans plus tard, dans un geste d'apaisement à l'occasion du centenaire de la révolution russe, celle-ci est finalement reconstruite et inaugurée par le président Poutine.

#### Découverte du cercueil du grand-duc Serge

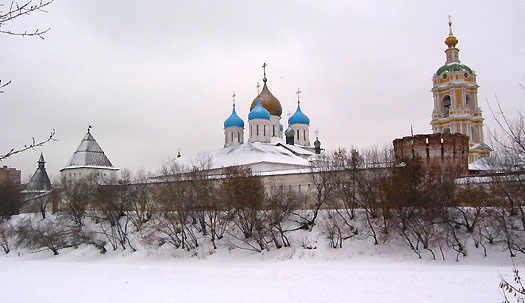
Le monastère Novospassky à Moscou.

Le monastère Tchoudov fut démoli en 1928, pour construire le bâtiment 14 qui abritera le secrétariat du Soviet suprême. La crypte où reposait le grand-duc Serge était située sous la cour d'un des bâtiments qui était utilisé comme parc de stationnement. En 1990, des ouvriers du bâtiment du Kremlin découvrirent l'entrée de la crypte. Le cercueil fut examiné et une capote du régiment de Kiev, les décorations du grand-duc et une icône permirent de reconnaître les restes du grand-duc. Avant son décès, le grand-duc avait en effet laissé des instructions écrites : il souhaitait être inhumé avec l'uniforme du régiment la Garde Préobrajenski, mais cela s'avéra impossible, car son corps était trop gravement mutilé. En 1995, le cercueil fut officiellement exhumé, après un service funèbre en la cathédrale Saint-Michel-Archange du Kremlin, il a été réinhumé dans un caveau du monastère de Novospassky à Moscou le 7 septembre 1995.

### Célébration du centième anniversaire de sa mort
Le 17 février 2005, un service religieux commémorant le centième anniversaire du décès du grand-duc fut célébré au monastère de Novospassky. Après les prières, une gerbe fut déposée sur la tombe du grand-duc. Maria Vladimirovna, petite-fille du grand-duc Cyrille Vladimirovitch de Russie, assistait à cette cérémonie commémorative. À l'extérieur, on chanta l'hymne Dieu sauve le tsar.

## Généalogie
Serge Alexandrovitch de Russie appartient à la première branche de la Maison d'Oldenbourg-Russie (Holstein-Gottorp-Romanov), issue de la première branche de la Maison d'Holstein-Gottorp, elle-même issue de la première branche de la Maison d'Oldenbourg.

## Sources
- (en) Cet article est partiellement ou en totalité issu de l’article de Wikipédia en anglais intitulé « Grand Duke Sergei Alexandrovich of Russia » (voir la liste des auteurs).

- (it) Cet article est partiellement ou en totalité issu de l’article de Wikipédia en italien intitulé « Sergej Aleksandrovič Romanov » (voir la liste des auteurs).

- (ru) Cet article est partiellement ou en totalité issu de l’article de Wikipédia en russe intitulé « Сергей Александрович » (voir la liste des auteurs).